# Astragalus incanus subsp. nummularioides
Astragalus incanus subsp. nummularioides é uma subespécie de planta com flor pertencente à família Fabaceae. 
A autoridade científica da subespécie é (Desf.) Maire, tendo sido publicada em Jahand. & Maire, Cat. Pl. Maroc 2: 414 (1932).

## Portugal
Trata-se de uma subespécie presente no território português, nomeadamente em Portugal Continental.
Em termos de naturalidade é nativa da região atrás indicada.

## Protecção
Não se encontra protegida por legislação portuguesa ou da Comunidade Europeia.